# باتريك مولر (منافس ألعاب قوى)
باتريك مولر (بالألمانية: Patrick Müller)‏ هو منافس ألعاب قوى ألماني، ولد في 4 فبراير 1996 في دمين في ألمانيا.

## وصلات خارجية
- باتريك مولر على موقع الاتحاد الدولي لألعاب القوى (الإنجليزية)
- باتريك مولر على موقع الاتحاد الأوروبي لألعاب القوى (الإنجليزية)